# Selección de fútbol sub-20 de Colombia
La Selección de fútbol Sub20 de Colombia, es el representativo del país en las competencias oficiales de fútbol de su categoría. Su organización está a cargo de la Federación Colombiana de Fútbol, la cual es miembro de la CONMEBOL.
Participó en 12 Copas Mundiales Sub-20: 1985, 1987, 1989, 1993, 2003, 2005, 2011, 2013, 2015, 2019, 2023 y 2025. En la participación de 2003 logró el tercer lugar. En 2011 sería su primera cita como anfitrión del torneo; y además la primera realización como país de un torneo orbital FIFA, la selección juvenil también se proclamó en 3 ediciones del Campeonato Sudamericano Sub-20 en 1987, 2005, 2013 y en 3 ediciones del Torneo Esperanzas de Toulon.

## Historia
La primera aparición de la Selección Juvenil fue en el Sudamericano de 1954 donde no superó la primera fase luego de sendos empates con Uruguay y Chile más una victoria ante Ecuador; en Colombia 1964 remató tercera. En el Sudamericano de Ecuador en 1981 surgió uno de los jugadores más representativos de los últimos tiempos en Colombia: Carlos Valderrama. En 1983 empezaron a sonar los nombres de Leonel Álvarez y Luis Carlos Perea jugadores que después conseguirían clasificar a 3 Mundiales de Fútbol, pero la primera actuación destacada fue en Paraguay 1985, cuando aquella brillante generación, dirigida por Alfonso Marroquín, consiguió uno de los tres cupos para el Mundial de la Unión Soviética, gracias a los goles de John Édison Castaño y la potencia de John Jairo Tréllez, así como las atajadas y el estilo particular de René Higuita; ya en el mundial Colombia tuvo una destacada primera fase al empatar con los tradicionales Hungría y Bulgaria y superar a Túnez, en octavos caería por 6-0 ante Brasil. 
En el Sudamericano de 1987 celebrado en el Eje Cafetero Colombia no solo consiguió clasificar al Mundial de Chile 1987 como campeón del torneo por primera vez en la historia de la mano de grandes jugadores como Orlando Maturana, Wilmer Cabrera, Niche Guerrero y Eduardo Niño ahora dirigidos por Finot Castaño y Hugo Gallegó; en el mundial inicialmente superó a Baréin por 1-0, pero luego se perdió frente a Alemania por 1-3 y finalmente un empate contra Escocia a dos goles. La de 1988 fue otra generación exitosa, dirigida por Juan José Peláez en el Sudamericano de Argentina, donde Colombia fue subcampeona y clasificó al Mundial de Arabia Saudita de 1989. De aquel grupo sobresalieron Miguel Calero, Óscar Córdoba, Jorge Bermúdez e Iván Rene Valenciano.
En la década del noventa la Sub-20 logró una clasificación a Australia 1993, donde Henry Zambrano logró la Bota de oro con tres tantos en el mismo número de juegos; otros destacados fueron Jersson González, Leonardo Fabio Moreno y Arley Betancourt. Después de varios fracasos en Uruguay 2003 remata cuarta y consigue la clasificación a Emiratos Árabes 2003 donde llega a semifinales y le arrebata el tercer lugar a Argentina siendo este el mayor logro de los cafeteros en torneos FIFA. En el Sudamericano de 2005 tras 18 años, Colombia recupera el trono continental con la figura sobresaliente de Hugo Rodallega con 11 goles y una generación destacada con Freddy Guarin, Abel Aguilar, Radamel Falcao, Juan Carlos Toja, Wason Rentería entre otros; la base de esta selección logró recuperar después de 60 años para el país el título Centroamericano y del Caribe en 2006.
Tras dos intentos fallidos por alcanzar el cupo mundialista, en 2011 Colombia clasifica como país organizador a la máxima cita Sub-20 del planeta sin embargo, solo avanzaría a cuartos de final pese a lo anterior se posicionó figuras muy importantes como James Rodríguez y Santiago Arias que lograron con la selección mayor el cupo a Brasil 2014 donde el tricolor nacional avanzó hasta cuartos de final, rematando quinta siendo hasta ahora la mejor participación de Colombia en un mundial de fútbol. Dos años más tarde la Sub-20 obtiene su tercer título Sudamericano de la categoría en Argentina imponiéndose al local con espléndidas actuaciones de Cristhian Bonilla y Juan Fernando Quintero, meses más tarde alcanzó los octavos de final en Turquía tras una extensa definición por penales con Corea del Sur luego de empatar a un gol en los 90 minutos reglamentarios más el alargue; en el Sudamericano de 2015 alcanzaría el subcampeonato que le permitió entrar al Mundial y a la repesca de los Juegos Olímpicos de 2016.

## Últimos partidos y próximos encuentros
A continuación se detallan los últimos partidos jugados por la selección.
- Actualizado al último partido jugado el 10 de junio de 2025

| Fecha      | Ciudad         | Local          | Resultado | Visitante      | Competición                         |
| ---------- | -------------- | -------------- | --------- | -------------- | ----------------------------------- |
| 01-02-2025 | Valencia       | Brasil         | 0:1       | Colombia       | Campeonato Sudamericano Sub-20 2025 |
| 04-02-2025 | Caracas        | Colombia       | 4:0       | Paraguay       | Campeonato Sudamericano Sub-20 2025 |
| 07-02-2025 | Caracas        | Colombia       | 0:1       | Brasil         | Campeonato Sudamericano Sub-20 2025 |
| 10-02-2025 | Caracas        | Argentina      | 1:0       | Colombia       | Campeonato Sudamericano Sub-20 2025 |
| 13-02-2025 | Caracas        | Colombia       | 3:1       | Chile          | Campeonato Sudamericano Sub-20 2025 |
| 16-02-2025 | Puerto La Cruz | Uruguay        | 1:3       | Colombia       | Campeonato Sudamericano Sub-20 2025 |
| 21-03-2025 | Yumbo          | Colombia       | 1:0       | Rusia          | Partido amistoso                    |
| 23-03-2025 | Cali           | Colombia       | 2:2       | Rusia          | Partido amistoso                    |
| 04-06-2025 | El Cairo       | Colombia       | 2:1       | Arabia Saudita | Kheops U20 Summit of Nations        |
| 06-06-2025 | El Cairo       | Corea del Sur  | 0:1       | Colombia       | Kheops U20 Summit of Nations        |
| 08-06-2025 | El Cairo       | Colombia       | 3:1       | Islandia       | Kheops U20 Summit of Nations        |
| 10-06-2025 | El Cairo       | Estados Unidos | 1:0       | Colombia       | Kheops U20 Summit of Nations        |
| 27-07-2025 | Cali           | Colombia       | 0:0       | Panamá         | Partido amistoso                    |
| 30-07-2025 | Cali           | Colombia       | 1:0       | Panamá         | Partido amistoso                    |
| 29-09-2025 | Talca          | Colombia       | :         | Arabia Saudita | Copa Mundial Sub-20 2025            |
| 02-10-2025 | Talca          | Colombia       | :         | Noruega        | Copa Mundial Sub-20 2025            |
| 05-10-2025 | Talca          | Nigeria        | :         | Colombia       | Copa Mundial Sub-20 2025            |

## Jugadores

### Última convocatoria
23 jugadores convocados para microciclo a realizarse entre el 22 de abril y el 2 de mayo.
Actualizado el 17 de abril de 2025.
|    | Nombre                | Posición          | Edad    | PJ | Goles | Club Pro.              |
| -- | --------------------- | ----------------- | ------- | -- | ----- | ---------------------- |
| 12 | Alexéi Rojas          | Portero           | 19 años | 0  | 0     | Arsenal                |
| -- | Juan Ignacio Carrasco | Portero           | 18 años | 0  | 0     | La Equidad             |
| 2  | Simón García          | Defensa central   | 20 años | 0  | 0     | Atlético Nacional      |
| 4  | Julián Bazán          | Defensa central   | 19 años | 0  | 0     | Deportivo Pereira      |
| 17 | Juan David Arizala    | Lateral izquierdo | 19 años | 0  | 0     | Independiente Medellín |
| 21 | Carlos Sarabia        | Lateral derecho   | 19 años | 0  | 0     | Millonarios            |
| 27 | Jhoan Hernández       | Lateral izquierdo | 19 años | 0  | 0     | Millonarios            |
| -- | Royer Caicedo         | Defensa central   | 18 años | 0  | 0     | Atlético Nacional      |
| -- | Cristian Guzmán       | Lateral derecho   | 19 años | 0  | 0     | Deportes Tolima        |
| -- | Johan Lozano          | Defensa central   | 18 años | 0  | 0     | Atlético Huila         |
| -- | Junior Mosquera       | Defensa central   | 18 años | 0  | 0     | Internacional          |
| 3  | José Cavadía          | Volante mixto     | 19 años | 0  | 0     | América de Cali        |
| 8  | Royner Benítez        | Volante creativo  | 19 años | 0  | 0     | Águilas Doradas        |
| 14 | Jordan Barrera        | Volante creativo  | 19 años | 0  | 0     | Junior                 |
| 18 | Luis Landázuri        | Volante mixto     | 19 años | 0  | 0     | Atlético Nacional      |
| 19 | Kéner González        | Volante mixto     | 19 años | 0  | 0     | Internacional          |
| -- | Joan Gómez            | Volante de marca  | 19 años | 0  | 0     | Real Santander         |
| 20 | John Edwin Montaño    | Extremo           | 18 años | 0  | 0     | Lommel                 |
| -- | Jhon Rentería         | Extremo           | 19 años | 0  | 0     | Sarmiento              |
| -- | Kevin Chaverra        | Delantero centro  | 20 años | 0  | 0     | Santa Fe               |
| -- | Juan Manuel Arango    | Delantero centro  | 17 años | 0  | 0     | Deportivo Cali         |
| -- | Emilio Aristizábal    | Delantero centro  | 19 años | 0  | 0     | Fortaleza              |
| -- | Santiago Arrechea     | Delantero centro  | 18 años | 0  | 0     | Orsomarso              |
| DT | César Torres          | Entrenador        | 48 años | 6  | +4    |                        |

- Jugador que se encuentra en fase de recuperación por algún tipo de lesión.
- Jugador capitán en el último partido oficial de la Selección Colombia.
- Los jugadores tienen que haber nacido a partir del 1 de enero de 2005.

## Lista de entrenadores
| Nac.                | Nombre                 | Desde                    | Hasta                 |
| ------------------- | ---------------------- | ------------------------ | --------------------- |
| Bandera de Colombia | Luis Alfonso Marroquín | 1985                     | 1986                  |
| Bandera de Colombia | Finot Castaño          | 1987                     | 1988                  |
| Bandera de Colombia | Juan José Peláez       | 1988                     | 1991                  |
| Bandera de Colombia | Reinaldo Rueda         | 1992                     | 1993                  |
| Bandera de ?        |                        | 1994                     | 1995                  |
| Bandera de Colombia | Javier Álvarez         | 1996                     | 1997                  |
| Bandera de ?        |                        | 1998                     | 1999                  |
| Bandera de Colombia | Javier Álvarez         | 1999                     | 2000                  |
| Bandera de Colombia | Reinaldo Rueda         | 2000                     | 5 de enero de 2004    |
| Bandera de Colombia | Eduardo Lara           | 30 de septiembre de 2004 | 5 de octubre de 2011  |
| Bandera de Colombia | Carlos Restrepo        | 13 de febrero de 2012    | 28 de febrero de 2017 |
| Bandera de Colombia | Arturo Reyes           | 15 de diciembre de 2017  | 17 de agosto de 2021  |
| Bandera de Colombia | Héctor Cárdenas        | 18 de agosto de 2021     | 13 de febrero de 2024 |
| Bandera de Colombia | César Torres           | 2 de mayo de 2024        | Presente              |

### Dirección técnica actual
| Integrantes Selección de fútbol sub-20 de Colombia | Integrantes Selección de fútbol sub-20 de Colombia | Integrantes Selección de fútbol sub-20 de Colombia | Integrantes Selección de fútbol sub-20 de Colombia | Integrantes Selección de fútbol sub-20 de Colombia | Integrantes Selección de fútbol sub-20 de Colombia |
| -------------------------------------------------- | -------------------------------------------------- | -------------------------------------------------- | -------------------------------------------------- | -------------------------------------------------- | -------------------------------------------------- |
| Entrenador:                                        | César Ramírez                                      | Asistente técnico 1                                | Yeisson Galvis                                     | Asistente técnico 2:                               | Marbin Sandoval                                    |
| Preparador físico:                                 | Christian Juliao                                   | Preparador de porteros:                            | Hugo Guzmán                                        | Especialista en video análisis                     | Juan Gutíerrez Panneflek                           |
| Médico:                                            | Mauricio Serrato                                   | Fisioterapeuta                                     | Heinar Zorrilla                                    | Fisioterapeuta                                     | Jorge Mejia                                        |
| Kinesiólogo:                                       | Jafeth Orejuela                                    | Psicologo:                                         | Rafael Sabaraín                                    | Jefe de prensa:                                    | Ricardo Bejarano                                   |
| Oficial de seguridad:                              | Bandera de ?                                       | Utilero:                                           | Manuel Dolores                                     | Utilero:                                           | Bandera de Colombia                                |
| Última actualización: 31 de marzo de 2025          |                                                    |                                                    |                                                    |                                                    |                                                    |

## Estadísticas

### Copa Mundial de Fútbol Sub-20
| Año   | Ronda            | Posición     | PJ           | PG           | PE           | PP           | GF           | GC           | Dif          |              |
| ----- | ---------------- | ------------ | ------------ | ------------ | ------------ | ------------ | ------------ | ------------ | ------------ | ------------ |
| 1977  | No clasificó     | No clasificó | No clasificó | No clasificó | No clasificó | No clasificó | No clasificó | No clasificó | No clasificó |              |
| 1979  | No clasificó     | No clasificó | No clasificó | No clasificó | No clasificó | No clasificó | No clasificó | No clasificó | No clasificó |              |
| 1981  | No clasificó     | No clasificó | No clasificó | No clasificó | No clasificó | No clasificó | No clasificó | No clasificó | No clasificó |              |
| 1983  | No clasificó     | No clasificó | No clasificó | No clasificó | No clasificó | No clasificó | No clasificó | No clasificó | No clasificó |              |
| 1985  | Cuartos de final | 8.º          | 4            | 1            | 2            | 1            | 5            | 10           | -5           |              |
| 1987  | Fase de grupos   | 9.º          | 3            | 1            | 1            | 1            | 4            | 5            | -1           |              |
| 1989  | Cuartos de final | 7.º          | 4            | 1            | 0            | 3            | 3            | 5            | -2           |              |
| 1991  | No clasificó     | No clasificó | No clasificó | No clasificó | No clasificó | No clasificó | No clasificó | No clasificó | No clasificó |              |
| 1993  | Fase de grupos   | 13.º         | 3            | 1            | 0            | 2            | 5            | 7            | -2           |              |
| 1995  | No clasificó     | No clasificó | No clasificó | No clasificó | No clasificó | No clasificó | No clasificó | No clasificó | No clasificó | No clasificó |
| 1997  | No clasificó     | No clasificó | No clasificó | No clasificó | No clasificó | No clasificó | No clasificó | No clasificó | No clasificó | No clasificó |
| 1999  | No clasificó     | No clasificó | No clasificó | No clasificó | No clasificó | No clasificó | No clasificó | No clasificó | No clasificó | No clasificó |
| 2001  | No clasificó     | No clasificó | No clasificó | No clasificó | No clasificó | No clasificó | No clasificó | No clasificó | No clasificó | No clasificó |
| 2003  | Tercer lugar     | 3.º          | 7            | 4            | 2            | 1            | 10           | 5            | 5            |              |
| 2005  | Octavos de final | 9.º          | 4            | 3            | 0            | 1            | 7            | 2            | 5            |              |
| 2007  | No clasificó     | No clasificó | No clasificó | No clasificó | No clasificó | No clasificó | No clasificó | No clasificó | No clasificó |              |
| 2009  | No clasificó     | No clasificó | No clasificó | No clasificó | No clasificó | No clasificó | No clasificó | No clasificó | No clasificó |              |
| 2011  | Cuartos de final | 6.º          | 5            | 4            | 0            | 1            | 11           | 6            | 5            |              |
| 2013  | Octavos de final | 9.º          | 4            | 2            | 2            | 0            | 6            | 2            | 4            |              |
| 2015  | Octavos de final | 15.º         | 4            | 1            | 1            | 2            | 3            | 5            | -2           |              |
| 2017  | No clasificó     | No clasificó | No clasificó | No clasificó | No clasificó | No clasificó | No clasificó | No clasificó | No clasificó |              |
| 2019  | Cuartos de final | 7.º          | 5            | 2            | 1            | 2            | 9            | 4            | 5            |              |
| 2023  | Cuartos de final | 6.º          | 5            | 3            | 1            | 1            | 11           | 7            | 4            |              |
| 2025  | Clasificado      | Clasificado  | Clasificado  | Clasificado  | Clasificado  | Clasificado  | Clasificado  | Clasificado  | Clasificado  |              |
| Total | 12/24            | 12°          | 48           | 23           | 10           | 15           | 74           | 58           | 16           |              |

### Campeonato Sudamericano Sub-20
Aunque desde 2004 se oficializó que las selecciones que disputaran la clasificación a los Juegos Olímpicos la categoría Sub-20, fue desde el torneo sudamericano sub-20 de Paraguay 2007 y hasta el torneo de Uruguay 2015 que se oficializó la participación de la categoría en reemplazo del Torneo Sudamericano sub-23. Sin embargo, la Conmebol decidió reinstaurar el Torneo Sudamericano sub-23 desde 2020 como clasificación a los Juegos Olímpicos.
Resultado general: 4.º lugar de 10
| Año     | Ronda        | Posición     | PJ           | PG           | PE           | PP           | GF           | GC           |
| ------- | ------------ | ------------ | ------------ | ------------ | ------------ | ------------ | ------------ | ------------ |
| 1954    | Primera fase | 5.º          | 4            | 1            | 2            | 1            | 3            | 3            |
| 1958    | No participó | No participó | No participó | No participó | No participó | No participó | No participó | No participó |
| 1964    | Tercer lugar | 3.º          | 6            | 2            | 3            | 1            | 6            | 5            |
| 1967    | Primera fase | 7.º          | 4            | 1            | 2            | 1            | 5            | 5            |
| 1971    | Primera fase | 8.º          | 4            | 0            | 1            | 3            | 2            | 10           |
| 1974    | Primera fase | 9.º          | 4            | 0            | 0            | 4            | 4            | 12           |
| 1975    | No participó | No participó | No participó | No participó | No participó | No participó | No participó | No participó |
| 1977    | Primera fase | 7.º          | 3            | 1            | 0            | 2            | 2            | 5            |
| 1979    | Primera fase | 6.º          | 4            | 2            | 0            | 2            | 7            | 9            |
| 1981    | Primera fase | 9.º          | 4            | 0            | 2            | 2            | 3            | 8            |
| 1983    | Primera fase | 9.º          | 4            | 1            | 0            | 3            | 5            | 9            |
| 1985    | Tercer lugar | 3.º          | 7            | 3            | 3            | 1            | 12           | 6            |
| 1987    | Campeón      | 1.º          | 7            | 4            | 1            | 2            | 11           | 2            |
| 1988    | Subcampeón   | 2.º          | 7            | 4            | 2            | 1            | 9            | 3            |
| 1991    | Primera fase | 6.º          | 4            | 1            | 1            | 2            | 5            | 10           |
| 1992    | Tercer lugar | 3.º          | 6            | 2            | 3            | 1            | 4            | 2            |
| 1995    | Primera fase | 6.º          | 3            | 1            | 1            | 1            | 4            | 4            |
| 1997    | Primera fase | 7.º          | 4            | 1            | 2            | 1            | 6            | 8            |
| 1999    | Primera fase | 8.º          | 4            | 0            | 1            | 3            | 4            | 8            |
| 2001    | Fase final   | 6.º          | 9            | 3            | 1            | 5            | 8            | 14           |
| 2003    | Cuarto lugar | 4.º          | 9            | 5            | 1            | 3            | 16           | 10           |
| 2005    | Campeón      | 1.º          | 9            | 7            | 2            | 0            | 20           | 6            |
| 2007    | Fase final   | 6.º          | 9            | 3            | 1            | 5            | 7            | 15           |
| 2009    | Fase final   | 5.º          | 9            | 3            | 3            | 3            | 10           | 10           |
| 2011    | Fase final   | 6.º          | 9            | 1            | 3            | 5            | 8            | 16           |
| 2013    | Campeón      | 1.º          | 9            | 6            | 0            | 3            | 16           | 8            |
| 2015    | Subcampeón   | 2.º          | 9            | 4            | 3            | 2            | 12           | 5            |
| 2017    | Fase final   | 6.º          | 9            | 2            | 3            | 4            | 8            | 14           |
| 2019    | Cuarto lugar | 4.º          | 9            | 3            | 3            | 3            | 4            | 3            |
| 2023    | Tercer lugar | 3.º          | 9            | 5            | 3            | 1            | 11           | 5            |
| 2025    | Tercer lugar | 3.º          | 9            | 6            | 1            | 2            | 16           | 7            |
| Totales | 29/31        | 4º           | 187          | 72           | 48           | 67           | 228          | 222          |

## Palmarés

### Títulos oficiales (5)
| Competición                          | Campeón              | Subcampeón        | Tercer lugar                     | Cuarto lugar      |                   |
| ------------------------------------ | -------------------- | ----------------- | -------------------------------- | ----------------- | ----------------- |
| Copa Mundial                         |                      |                   | 1 (2003)                         |                   |                   |
| Campeonato Sudamericano              | 3 (1987, 2005, 2013) | 2 (1988, 2015)    | 5 (1964, 1985, 1992, 2023, 2025) | 2 (2003, 2019)    |                   |
| Juegos Panamericanos                 |                      | 1 (1971)          | 1 (1995)                         | 1 (2003)          |                   |
| Juegos Centroamericanos y del Caribe | 2 (2006, 2018)       |                   |                                  |                   |                   |
| Juegos Odesur                        |                      |                   | 2 (2018, 2022)                   |                   |                   |
| Total                                | 5 títulos            | Torneos oficiales | Torneos oficiales                | Torneos oficiales | Torneos oficiales |

### Torneos amistosos (14)
| Competición                                                    | Títulos              | Subcampeonatos  |  |
| -------------------------------------------------------------- | -------------------- | --------------- |  |
| Torneo Esperanzas de Toulon                                    | 1999,2000 y 2011 (3) | 2001 y 2013 (2) |  |
| Copa Ciudad de Panamá Sub-20 (Panamá)                          | 1990 (1)             |                 |  |
| Torneo Juvenil de Busan Sub-20 (Corea del Sur)                 | 2005 (1)             |                 |  |
| Copa del Pacífico Sub-20 (Panamá)                              | 2006 (1)             |                 |  |
| Cuadrangular Sub-20 de Puerto La Cruz (Venezuela)              | 2008 (1)             |                 |  |
| Cuadrangular Sub-20 de Asunción (Paraguay)                     | 2009 (1)             |                 |  |
| Torneo Integración Latinoamericana Sub-20 (Paraguay)           | 2010 (1)             |                 |  |
| Cuadrangular Sub-20 de Arequipa (Perú)                         | 2010 (1)             |                 |  |
| Copa “Tarek William Saab” Sub-20 de Puerto La Cruz (Venezuela) | 2012 (1)             |                 |  |
| SBS Cup International Youth Sub-20 (Japón)                     | 2014 (1)             |                 |  |
| Torneo Cuatro Naciones Sub-20 (Chile)                          | 2014 (1)             |                 |  |
| Copa 90 Años Liga de Fútbol del Atlántico Sub-20 (Colombia)    | 2014 (1)             |                 |  |